# 佐藤ひとみ (バスケットボール)
佐藤 ひとみ（さとう ひとみ 1978年9月13日 - ）は、日本の元バスケットボール選手。北海道出身。

## プロフィール
- 身長：169cm
- 体重：61kg
- 出身地：北海道
- 血液型：B型
- ポジション：ガードフォワード
- 略歴:平岡中学校→札幌山の手高等学校→第一勧業銀行→日立ハイテクノロジーズを経て、富士通レッドウェーブに所属。
- 2006年に現役を引退。